# Łukasz Kamykowski
Łukasz Maciej Kamykowski (ur. 27 marca 1951 w Krakowie) – polski ksiądz katolicki, profesor nauk teologicznych.

## Życiorys
Syn Bolesława Kamykowskiego. Wnuk Ludwika Kamykowskiego. W 1974 ukończył studia matematyczne na Uniwersytecie Jagiellońskim. Następnie wstąpił do seminarium duchownego i 29 kwietnia 1979 przyjął święcenia kapłańskie. W 1982 obronił pracę doktorską na Papieskim Uniwersytecie Gregoriańskim. W tym samym roku został pracownikiem Papieskiej Akademii Teologicznej w Krakowie, gdzie wykłada teologię fundamentalną. Pełnił funkcje prodziekana Wydziału Teologicznego (1991-1994) oraz prorektora PAT (1997-2000). W 1991 uzyskał stopień doktora habilitowanego, na podstawie rozprawy Izrael a Kościół w ujęciu Charlesa Journeta, a w grudniu 1998 tytuł profesorski. Jest dyrektorem Międzywydziałowego Instytutu Ekumenii i Dialogu Uniwersytetu Jana Pawła II w Krakowie oraz kierownikiem katedry chrystologii wydziału teologicznego tej uczelni. Do 2013 pełnił funkcję konsultora Rady Episkopatu Polski ds. Ekumenizmu. Jest konsultorem Rady KEP ds. Dialogu Religijnego. Wchodzi w skład Komitetu Episkopatu ds. Dialogu z Judaizmem. Należy do Komitetu Nauk Teologicznych Polskiej Akademii Nauk. Poza pracami naukowymi publikuje także książki dla dzieci i młodzieży. Pełni posługę jako duszpasterz ekumeniczny archidiecezji krakowskiej.

## Książki

### Prace naukowe
- Izrael i Kościół według Charlesa Journeta (1993) - rozprawa habilitacyjna
- Znak krzyża. Rekolekcje wielkopostne 1993 (1995)
- Czy to nie obojętne, jakiej religii jestem wyznawcą (1995)
- „Cały Izrael”. Ku katolickiej wizji Izraela i Żydów (1996)
- Bp Jan Pietraszko w świetle swoich pism (2002)
- Pojęcie dialogu w Kościele katolickim. Wnioski z doświadczeń Kościoła w XX wieku (zapis poszukiwań 1998-2002) (2003)
- Księgi święte a słowo Boże (2005)
- Dialog według Biblii. Wstęp do poszukiwań (2008)
- Biblia, słowo Boże, Chrystus - pełnia Objawienia (2013)

### Proza
- Prawdziwa opowieść o Królu Kraku i Królewnie Wandzie (wraz ze Smokiem i towarzyszącymi osobami) (2002)
- Pajączek z Księżyca (2003)
- Laj-konik (2003)
- Aga, Mateusz i mnóstwo pytań o kościół (2005)
- Królowa mgieł (2006)
- Skała Trzech Kotów (2007)
- Dom między lipą a bilbordem (2008)